# Sellano
Sellano és una localitat i comune italiana de la província de Perusa, regió de l'Úmbria, amb 1.165 habitants.

## Evolució demogràfica
| Gràfica d'evolució de Sellano entre 1861 i 2.001 |
|                                                  |